# Igor Vsevoložskij
Igor Jevgeněvič Vsevoložskij (rusky  Игорь Евгеньевич Всеволожский) (5. srpna 1903, Petrohrad, Ruské impérium – 9. září 1967, Käsmu, Estonská SSR) byl ruský sovětský spisovatel, známý především svými knihami pro mládež, odehrávajícími se na moři.

## Život
Igor Vsevoložskij se narodil v Petrohradě. Jako dospívající chlapec se zúčastnil ruské občanské války, během druhé světové války sloužil v Černomořské flotile. Zemřel v estonské vesnici Käsmu, kde je také pochován.
Ve své tvorbě se zaměřil především na život námořnictva, který osobně poznal. Kromě toho je také autorem několika divadelních her, knih o maršálovi Buďonném a o boji proti nacistům za druhé světové války.

## Dílo
- Междубурье (1931), divadelní hra o čtyřech dějstvích.
- Боевой друг (1933), divadelní hra o čtyřech dějstvích.
- Семён Михайлович Буденный – Маршал Советского Союза (1937, Semjon Michajlovič Buďonnyj – maršál Sovětského svazu).
- Молодость маршала (1937, Maršálovo mládí), divadelní hra o čtyřech dějstvích.
- Знатная жена (1938, Urozená žena), komedie o třech dějstvích.
- В боях и походах (1939).
- Восемь смелых буденовцев (1939, Osm smělých buďonovců), čtyři povídky
- Зелёная стрела (1945), suchozemské dobrodružství mladého námořníka.
- Трубка полковника (1945, Plukovníkova trubka).
- Неуловимый монитор (1945, Nepolapitelný monitor), historie sovětské říční pancéřové lodi, monitoru Železňakov, který jako součást dunajské válečné flotily po osvobození Besarábie roku 1940 nastoupil službu na sovětsko-rumunské hranici..
- Три поединка (1946).
- Пещера капитана Немо (1946, Jeskyně kapitána Nema), příběh o boji sovětských pionýrů proti nacistům na Ukrajině.
- Судьба прозорливца (1948, Osud proroka), sci-fi román o muži, který dokáže číst myšlenky ostatních.
- Уходим завтра в море(1950, Zítra vyplujeme na moře), román o životě sovětských chlapců v proslulé Nachimovské škole pro námořní důstojníky v době druhé světové války.
- В морях твои дороги  (1951, Na mořích jsou cesty tvé), román odehrávající se ve Vojenském námořním učilišti v Leningradu.
- У нас на флоте(1952, U nás ve flotile).
- Раскинулось море широко(1957), česky jako Moře je můj domov, románové zpracování vzpomínek mladého revolucionáře, který byl po bojích v občanské válce poslán sovětskou vládou na studie do Leningradu.
- Балтийские ветры (1958, Baltické větry), scény z námořnického života.
- Cуровыe времена (1959, Drsné časy), divadelní hra o dvou dějstvích.
- Пленники моря (1961, Zajatci moře).
- Хуторская команда (1962), česky jako Malý ataman, vyprávění o dětství hrdiny Sovětského svazu, maršála Semjona Michajloviče Buďonného.
- Золотая балтийская осень (1964, Zlatý baltický podzim).
- Отряды в степи (1964, Oddíly ve stepi).
- Ночные туманы (1967, Noční mlhy), román o třech pokoleních ruských námořníků.
- Рыцари моря (1967, Rytíři moře).

## Filmové adaptace
- Детство маршала (1938, Maršálovo dětství), sovětský film, režie Nikolaj Ivanovič Lebeděv.[4]

## Česká vydání
- Zítra vyplujeme na moře, Svět sovětů, Praha 1950, přeložil Adolf Lebeda.
- Nepolapitelný monitor, SNDK, Praha 1951, přeložil Adolf Lebeda, znovu Práce, Praha 1953.
- Na mořích jsou cesty tvé, Naše vojsko, Praha 1954, přeložil Vojtěch Gaja.
- Moře je můj domov, Práce, Praha 1960, přeložil Adolf Lebeda.
- Malý ataman, SNDK, Praha 1962, přeložil Adolf Lebeda , znovu 1967.
- Nepolapitelný monitor, SNDK, Praha 1968, přeložil Adolf Lebeda.